# Rewne (rejon boryspolski)
Rewne (ukr. Ревне) – wieś na Ukrainie, w rejonie boryspolskim w obwodzie kijowskim. Liczy 1590 mieszkańców. Wieś została założona w 1729 roku.